# Law & Order (15.ª temporada)
A décima quinta temporada da série americana Law & Order foi exibida do dia 22 de setembro de 2004 até o dia 18 de maio de 2005. Transmitida pelo canal NBC, a temporada teve 24 episódios.

## Episódios
A denominação #T corresponde ao número do episódio na temporada e a #S corresponde ao número do episódio ao total na série

## Elenco

### Law
- Dennis Farina - Detetive Joe Fontana
- Jesse L. Martin - Detetive Ed Green
- Michael Imperioli - Detetive Nick Falco
- S. Epatha Merkerson - Tenente Anita Van Buren

### Order
- Sam Waterston - Jack McCoy
- Elisabeth Röhm - Serena Southerlyn
- Annie Parisse - Alexandra Borgia
- Fred Dalton Thompson - Arthur Branch